# Xyloscia dentifera
Xyloscia dentifera är en fjärilsart som beskrevs av Inoue 1986. Xyloscia dentifera ingår i släktet Xyloscia och familjen mätare. Inga underarter finns listade i Catalogue of Life.